# Шапен
Шапен (нім. Schapen) — громада в Німеччині, розташована в землі Нижня Саксонія. Входить до складу району Емсланд. Складова частина об'єднання громад Шпелле.
Площа — 26,63 км2. Населення становить 2455 ос. (станом на 31 грудня 2021).